# Susanne Schaffner
Susanne Schaffner (* 1962 in Däniken; heimatberechtigt in Anwil; bürgerlich Susanne Schaffner-Hess) ist eine Schweizer Politikerin (SP).

## Leben
Susanne Schaffner ist als ältestes Kind einer Bauernfamilie in Däniken aufgewachsen. Nach der Matura an der Kantonsschule Olten und einer kaufmännischen Grundausbildung mit anschliessender Tätigkeit als Sekretärin in der Privatwirtschaft studierte sie Rechtswissenschaften an der Universität Basel. Nach ihrer Patentierung als Rechtsanwältin und Notarin führte sie von 1998 bis zu ihrer Wahl in den Regierungsrat 2017 zusammen mit Partnern eine Anwaltskanzlei in Olten. Susanne Schaffner ist verheiratet und hat zwei erwachsene Kinder. Sie lebt in Olten.

## Politik
Susanne Schaffner ist seit ihrer Jugendzeit politisch aktiv und war von 1989 bis 1991 Mitglied des Gemeinderates (Exekutive) sowie der Ortsplanungskommission von Däniken.
Von 2005 bis 2017 gehörte Schaffner dem Solothurner Kantonsrat an, wo sie die sozialdemokratische Fraktion von 2005 bis 2007 in der Sozial- und Gesundheitskommission und anschliessend bis 2017 in der Finanzkommission vertrat. Letzterer stand sie von 2009 bis 2013 als Präsidentin vor. 2012 war Susanne Schaffner erste Vizepräsidentin und 2013 Präsidentin des Kantonsrats.
2017 wurde Schaffner in den Solothurner Regierungsrat gewählt, wo sie das Departement des Innern übernahm. In dieser Funktion ist sie als Vertreterin des Kantons Solothurn Vorstandsmitglied der Konferenz der kantonalen Sozialdirektorinnen und Sozialdirektoren SODK sowie Mitglied der Konferenz der kantonalen Gesundheitsdirektorinnen und -direktoren GDK und Mitglied der Konferenz der Kantonalen Justiz- und Polizeidirektoren KKJPD. Sie ist zudem Vertreterin des Kantons Solothurn in der Fachdirektorenkonferenz Lotteriemarkt und Lotteriegesetz FDKL, in der Gesundheitsdirektorenkonferenz der Nordwestschweiz GDK NWCH, im Polizeikonkordat der Nordwestschweiz PKNW sowie im Strafvollzugskonkordat der Nordwest- und Innerschweiz und der Konkordatsbehörde der Interkantonalen Polizeihochschule Hitzkirch IPH. 2021 wurde sie als Regierungsrätin bestätigt.
Susanne Schaffner ist Geschäftsleitungsmitglied der SP Kanton Solothurn und war Präsidentin der SP Däniken und Präsidentin des Fachausschusses Wirtschaft und Finanzen der SP Kanton Solothurn. Bis 2017 war Schaffner Vizepräsidentin des Mieterinnen- und Mieterverbands Olten und Umgebung, Präsidentin der Patientenstelle Aargau-Solothurn sowie Präsidentin der Kantonalen Fachkommission Behinderung.